# За двумя зайцами (спектакль)
«За двумя зайцами» (укр. За двома зайцями) — спектакль Киевского Молодёжного театра (Киев) режиссёра Виктора Шулакова по пьесе Михаила Старицкого «За двумя зайцами». Премьера спектакля состоялась в сентябре 1980 года.
В 1996 году спектакль был показан в 800-й, а всего был сыгран 815 раз за 28 лет с постоянными переаншлагами. В 2012 году вошёл в антологию «Очерки по истории театрального искусства Украины XX в.» (укр. «Нариси з історії театрального мистецтва України ХХ ст.»).

## Действующие лица и исполнители
- Проня Прокоповна Серко — Тамара Яценко / Луиза Филимонова / Виктория Гурская
- Свирид Петрович Голохвастов — Ярослав Гаврилюк / Валерий Легин / Валентин Макаренко / Александр Галафутник
- Прокоп Свиридович Серко, отец Прони — Валерий Шептекита / Игорь Щербак
- Евдокия Филипповна Серко, мать Прони — Зоя Грищенко / Ирина Кравченко / Анна Розстальная
- Секлета Филипповна Лымариха, сестра Евдокии — Алла Бурлюк / Раиса Недашковская / Татьяна Стебловская / Луиза Филимонова
- Галя, дочь Секлеты — Галина Стефанова / Елена Кружилина / Лилиана Ребрик / Елена Хижная
- Настя — Анна Васильева / Елена Узлюк / Ирина Шведова / Оксана Швец / Ирина Кравченко
- Наталка — Оксана Швец / Наталья Васько / Ирина Шведова / Ирина Кравченко / Елена Хижная / Надежда Козленко / В. Гурская
- Химка — Оксана Швец / Надежда Козленко / Светлана Телеглова
- Пидора — Елена Куликовская
- Марта — Анна Розстальная
- Устя — Татьяна Игнашкина / Светлана Бочарова
- Мерония — Оксана Швец / Светлана Ватаманюк
- Кредитор — Вячеслав Сланко / Владимир Чигляев / Андрей Колесник
- Первый Бас — Григорий Гладий / Александр Галафутник / Владимир Кокотунов
- Второй Бас — Олег Примогенов / Сергей Кучеренко / Анатолий Петров
- Звёзды синематографа, женщины, пансионаты, парни — актёры театра

## Создатели спектакля
- Автор: Михаил Старицкий (пьеса «За двумя зайцами»)
- Режиссёр-постановщик: Виктор Шулаков
- Художники-постановщики:
  - Наталья Гомон
  - Лариса Чернова
- Музыкальное оформление: Александра Яковчук
- Балетмейстер: Андрей Коренев
- Спектакль ведёт: Валентина Боровкова

## Хронология спектакля
- 1980, сентябрь — Премьера спектакля
- 600-й спектакль был записан для телевидения телерадиокомпанией «Золотые ворота»[4]
- 1996, 6 апреля — 800-й показ спектакля[1]

## История создания
«За двумя зайцами» — один из первых спектаклей нового, только учреждённого Киевского Молодёжного театра. После выхода дебютных постановок, срочно требовалось пополнение афиши, расширение репертуара. На постановку пригласили черкасского режиссёра Виктора Шулакова (на его первую постановку в театральном Киеве).
О выборе пьесы режиссёр узнал только по приезде в Киев. Согласившись на постановку, Шулаков встретился с режиссёром одноимённого фильма, прогремевшего в 1961 году на весь Союз, Виктором Ивановым, который ему сказал:

Мальчик, не берись за этот материал, фильм ты всё равно не переплюнешь!

Это оказался вызов, который Шулаков принимает.

## Кастинг
На первой встрече с актёрами режиссёр попросил заполнить анкету, в которой следовало ответить на вопросы: «Какую роль хочу сыграть в спектакле?» и «Какую могу сыграть?». Начинающая актриса Тамара Яценко в обоих случаях написала «Проня» даже не рассчитывая, что сможет получить эту роль.
Во время репетиций, ранее утверждённая на роль Прони актриса чёт-то не понравилось режиссёру, и он предложил попробоваться Тамаре. Во время чтения монолога Прони, все за животы держались. Так Яценко стала Проней.
По рассказу режиссёра, ощущение, что актриса на роль Прони найдена, произошло в тот момент, когда он застал её за кулисами, всю в слезах, и попросил спеть, подыгрывая ей на фортепиано. Услышанный результат убедил в правильности выбора.
На роль Свирида Петровича Голохвостого было утверждено три исполнителя, которые играли в очередь: Валерий Легин — рафинированный денди, Ярослав Гаврилюк — хитрый мужичок, Валентин Макаренко — большой и надёжный мужчина. При таких разных партнёрах Проне удавалось оставаться неизменно одинаковой.

## Жизнь спектакля
Во время премьерного спектакля, в конце первого действия, исполнитель роли Голохвастово, Ярослав Гаврилюк, ломает руку. Прибывшая на вызов «скорая» настаивает на госпитализации актёра и прекращении спектакля. Гаврилюк с этим не соглашается и решает продолжить играть. Ему и сценическим партнёрам (актёры Григорий Гладий и Олег Примогенов) накладывают бинты и во втором действии трое друзей выходят на сцену с одинаковыми, якобы поломанными руками…
В 1983 году под заголовком «Поэтический театр Виктора Шулакова» в московском журнале «Театр» появился материал театроведа Сергея Николаевича, попавшего сперва на спектакль «За двумя зайцами», настолько его поразившим, что он продлил свою командировку в Киеве для ознакомления и с другими спектаклями Шулакова. После публикации в Молодёжный театр прибыла большая делегация из Москвы во главе с народной артисткой СССР Ангелиной Степановой и драматургом Александром Штейном для оценки работы режиссёра.
Популярность спектакля была столь велика, что киевские шутники предлагали на занавес Молодого театра поместить заячьи уши — взяв за образец мхатовскую чайку. Критики назвали этот спектакль «визитной карточкой Киева».
ТРК «Золотые ворота» для телевидения сделало съёмку 600-го спектакля, состоящую из двух 60-минутных частей (режиссёр версии Н. Грабченко).
6 апреля 1996 году спектакль был показан в 800-й раз. За время сценической жизни менялись многие актёры в спектакле. Однако, исполнителями главных ролей оставались Ярослав Гаврилюк и Тамара Яценко, зритель по-прежнему требовал билеты только на них.

## Награды и номинации
За годы существования спектакля он и его участники получил ряд конкурсных наград и премий.
| Год  | Премия                                              | Лауреаты и номинанты | Результаты |
| ---- | --------------------------------------------------- | -------------------- | ---------- |
| 1982 | Премия «Дебют» — театральный фестиваль в г. Сумы    | Тамара Яценко        | Победа     |
| 1983 | Театральная премия М. Бойченко                      | Тамара Яценко        | Победа     |
| 2003 | Литературно-художественная премия им. М. Старицкого | Тамара Яценко        | Победа     |

## Факты
- Будучи актрисой Молодёжного театра и сыграв на его сцене премьерные спектакли «За двумя зайцами» Тамара Яценко решает поступать в ГИТИС, где на вступительных экзаменах читает монолог Прони. Приёмная комиссия, среди членов которой были Анатолий Папанов, Андрей Миронов, умирали со смеху и после её выступления объявили незапланированный перерыв. Актриса была зачислена в ГИТИС без второго тура[9]
- Кроме постановки «За двумя зайцами» на киевской сцене, режиссёр Виктор Шулаков осуществил ещё две в Донецке и Севастополе. При этом, во главе угла каждого из спектаклей — различные акценты: в Киевском Молодёжном театре — постановка о Проне Прокоповне, в Донецком муздрамтеатре[10] — о внутреннем мире Голохвастова, а в Севастопольском драмтеатре[11] — о красивой паре… О продолжении серии постановок Виктор Шулаков говорит:

Меня зовут в разные города, уговаривают поставить «За двумя зайцами». Но я сказал: «Всё, я уже ничего нового придумать не смогу, а повторяться — не в моих правилах»…

- После съёмок телемюзикла «За двумя зайцами» с Аллой Пугачёвой и Максимом Галкиным в главных ролях, примадонна попросила о встрече с телевизионной Проней Маргаритой Криницыной. Тут же Пугачёвой подсказали, что в мюзикле, в роли продавщицы цветов, играла ещё одна, самая популярная театральная Проня. Так в 2004 году состоялась встреча трёх Пронь: Тамары Яценко, Маргариты Криницыной и Аллы Пугачёвой. Встреча прошла в Киеве в ресторане «За двумя зайцами» на Подоле[6][13]